# Schlacht bei Boroughbridge
Die Schlacht bei Boroughbridge fand am 16. März 1322 bei der nordenglischen Stadt Boroughbridge statt. Der entscheidende Sieg der königlichen Armee in der Schlacht beendete die Rebellion von Thomas of Lancaster, 2. Earl of Lancaster und den sogenannten Despenser War.

## Vorgeschichte

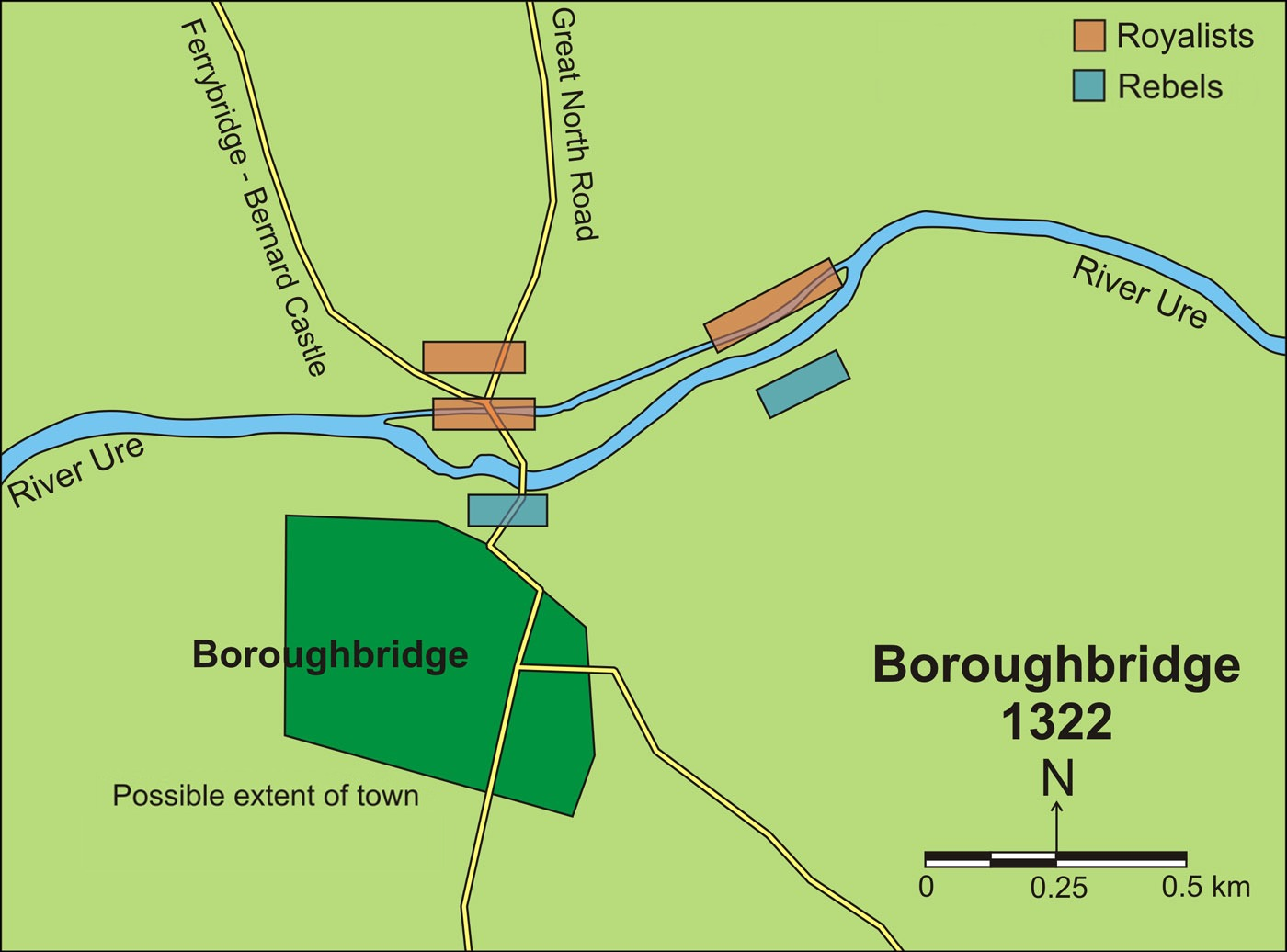
Karte der Schlacht

Im Sommer 1321 hatte der englische König Eduard II. noch den Forderungen der rebellischen Marcher Lords und der Adelsopposition unter dem Earl of Lancaster nachgeben und der Verbannung seines Günstlings Hugh le Despenser und dessen gleichnamigen Vaters zustimmen müssen. Im Herbst 1321 ergriff er dagegen die Initiative und ging militärisch gegen die Adelsopposition vor. Durch den Angriff auf Leeds Castle, der Burg von Bartholomew de Badlesmere, konnte der König zunächst die Adelsopposition spalten. Anschließend hatte er in einem Feldzug gegen die Welsh Marches bis Ende Januar 1322 Roger Mortimer of Wigmore und Roger Mortimer of Chirk zur Kapitulation gezwungen, während Lancaster noch bei Doncaster in Nordengland sein Heer sammelte. Anschließend marschierte der König nordwärts, um Lancaster zu stellen.
Ein Teil von Lancasters Heer belagerte vergeblich die königliche Burg Tickhill Castle, während Lancaster mit seiner Hauptstreitmacht nach Süden zog, um dem König entgegenzutreten. Bei Burton-upon-Trent standen sich die Heere erstmals gegenüber. Lancaster versperrte drei Tage lang den Übergang über die Brücke über den Trent, doch als ein Teil des überlegenen königlichen Heer den Fluss in einer nahe gelegenen Furt überquerte, zog er nach Norden ab, um nicht eingeschlossen zu werden. Über Tutbury erreichte er Pontefract Castle, wo er sich zunächst verschanzen wollte. Die anderen Rebellen, darunter Humphrey de Bohun, 4. Earl of Hereford sowie Roger de Clifford überzeugten ihn jedoch, weiter nach Norden zu ziehen. Lancaster versuchte Dunstanburgh Castle zu erreichen, von wo er vermutlich versuchen wollte, Unterstützung durch den schottischen König Robert Bruce zu erhalten. Ein Teil des königlichen Heeres unter den Earls of Surrey und Kent setzte den Rebellen nach, während sich am 1. März die Besatzung von Lancasters mächtiger Burg Kenilworth dem König ohne Gegenwehr ergab. Am 2. März vereinigte sich das vom König kommandierte Heer mit einer von den aus dem Exil zurückgekehrten Despensers aufgebotenen Streitmacht bei Lichfield. Am 9. März eroberte der König Tutbury Castle, während sich Robert de Holand, der Befehlshaber von Lancasters Haustruppen, mit 500 Mann ergab.

## Die Schlacht
Bei Boroughbridge, wo die Great North Road über eine hölzerne Brücke über den River Ure führte, wurde Lancasters Armee von Sir Andrew Harclay gestellt, dem Sheriff von Cumberland. Harclay hatte ein königstreues Aufgebot in Cumberland und Westmorland aufgestellt. Lancaster versuchte vergeblich seinen ehemaligen Gefolgsmann Harclay zum Anschluss an die Rebellen zu bewegen. Dieser hatte seine Truppen nach schottischem Vorbild in Schiltrons aufgestellt, um die Angriffe der Rebellen abzuwehren, und versperrte mit einem Teil seiner Truppe den Übergang über die Brücke über den River Ure, während der andere Teil den Übergang über eine nahe gelegene Furt sperrte. Lancasters Armee war auf weniger als 1000 Mann geschrumpft. Da die Rebellen einen Angriff der Armee von Surrey und Kent in ihren Rücken fürchteten, führten Hereford und Roger de Clifford einen Teil der Truppen abgesessen über die Brücke, während Lancaster mit dem anderen Teil einen Kavallerieangriff über die Furt führen wollte.
Der von Hereford und Clifford geführte Angriff über die Brücke wurde von Harclays Pikenieren abgewehrt. Hereford, der in vorderer Reihe den Angriff führte, fiel, und kurz darauf wurde Clifford schwer verwundet. Daraufhin brach die Schlachtordnung der Rebellen zusammen und ihre Infanterie flüchtete. Lancasters Kavallerie erlitt durch Harclays Bogenschützen bereits vor der Furt schwere Verluste, als sie offenes Gelände überquerte. Die Reiter brachen den Angriff ab, noch ehe sie den Fluss erreichten, und zogen sich nach Boroughbridge zurück. Harclay selbst vermied einen Gegenangriff über die Brücke, bis er am nächsten Tag Verstärkung durch Sir Simon de Ward, den High Sheriff of Yorkshire, erhielt. Sie stießen langsam in den  Ort vor, wo sie nur auf wenig Widerstand stießen. Lancaster flüchtete in eine Kapelle und weigerte sich, sich zu ergeben. Daraufhin ließ Harclay die Kapelle stürmen und Lancaster gewaltsam gefangen nehmen.

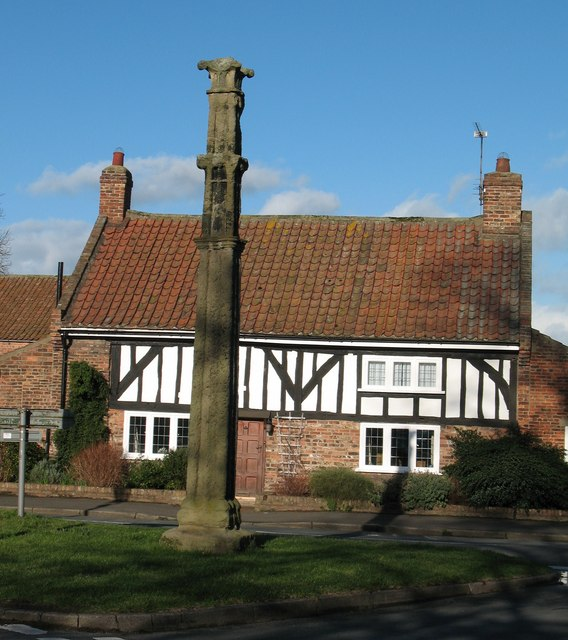
Das an die Schlacht erinnernde Battle Cross in Aldborough

## Folgen
Der König hatte in der Zwischenzeit Pontefract Castle erobert, wohin er Lancaster bringen ließ. Dort wurden er und etwa 30 seiner Gefolgsleute nach einem Scheinprozess Ende März hingerichtet. Clifford wurde nach York gebracht und dort hingerichtet, während Badlesmere in Canterbury gehängt wurde. Damit hatte der König die bisherige Adelsopposition zerschlagen. Gegen die tyrannische Günstlingsherrschaft des Königs bildete sich jedoch rasch eine neue Opposition, die schließlich Ende 1326 den König und die Despensers stürzen konnte.
Für seinen Sieg wurde Harclay am 25. März zum Earl of Carlisle erhoben. Seine erfolgreiche Taktik, eine durch Pikeniere geschützte defensive Stellung einzunehmen, den Feind jedoch gleichzeitig durch von der Infanterie gedeckte Langbogenschützen anzugreifen, griff König Eduard III. in der Schlacht von Crecy wieder auf, wo er einen überwältigenden Sieg über das französische Heer erzielte.
Das zur Erinnerung an die Schlacht auf dem Marktplatz von Boroughbridge errichtete Battle Cross wurde 1852 in das nahe gelegene Dorf Aldborough versetzt.